# Hadena tephrochrysea
Hadena tephrochrysea là một loài bướm đêm trong họ Noctuidae.